# Ostrówek (gromada w powiecie wieruszowskim)
Ostrówek – dawna gromada, czyli najmniejsza jednostka podziału terytorialnego Polskiej Rzeczypospolitej Ludowej w latach 1954–1972.
Gromady, z gromadzkimi radami narodowymi (GRN) jako organami władzy najniższego stopnia na wsi, funkcjonowały od reformy reorganizującej administrację wiejską przeprowadzonej jesienią 1954 do momentu ich zniesienia z dniem 1 stycznia 1973, tym samym wypierając organizację gminną w latach 1954–1972.
Gromadę Ostrówek siedzibą GRN w Ostrówku utworzono – jako jedną z 8759 gromad na obszarze Polski – w powiecie wieluńskim w woj. łódzkim, na mocy uchwały nr 40/54 WRN w Łodzi z dnia 4 października 1954. W skład jednostki weszły obszary dotychczasowych gromad Ostrówek, Dąbie i Kaźmirów oraz wieś Pędziwiatry i parcelacja Głaz z dotychczasowej gromady Kuzaj ze zniesionej gminy Galewice, ponadto obszary dotychczasowych gromad Żelazo, Konaty, Brzózki, Przybyłów i Rybka ze zniesionej gminy Lututów w tymże powiecie.
13 listopada 1954 (po pięciu tygodniach) gromada weszła w skład nowo utworzonego powiatu wieruszowskiego w tymże województwie, gdzie ustalono dla niej 19 członków gromadzkiej rady narodowej.
Gromada przetrwała do końca 1972 roku, czyli do kolejnej reformy gminnej.
Uwaga: Od 4 października do 12 listopada 1954 w powiecie wieluńskim funkcjonowały dwie jednostki o tej samej nazwie – gromada Ostrówek; drugą była gromada Ostrówek. Dopiero po włączeniu pierwszej z nich do powiatu wieruszowskiego ryzyko pomyłki znacznie się zmniejszyło.